# GNS理論
GNS理論是一個由羅恩·愛德華茲開創的非正式研究領域，它的目的是找到各角色扮演遊戲運作模式中的共通點。透過觀察玩家的行為，GNS理論研究遊戲性（Gamism）、敘事性（Narrativism ），以及模擬性（Simulation）對玩家反映的影響。
這個理論比起商業數據更注重玩家的反映，對於上述的G、N、S指標如何影響著玩家行為以及如何塑造出遊戲的方向會加重研究。遊戲設計師也會利用GNS理論來分析出那些吸引著玩家們遊玩的遊戲元素到底有哪些。